# Kankavli
Kankavli là một thị trấn thống kê (census town) của quận Sindhudurg thuộc bang Maharashtra, Ấn Độ.

## Nhân khẩu
Theo điều tra dân số năm 2001 của Ấn Độ, Kankavli có dân số 14.725 người. Phái nam chiếm 52% tổng số dân và phái nữ chiếm 48%. Kankavli có tỷ lệ 77% biết đọc biết viết, cao hơn tỷ lệ trung bình toàn quốc là 59,5%: tỷ lệ cho phái nam là 79%, và tỷ lệ cho phái nữ là 74%. Tại Kankavli, 12% dân số nhỏ hơn 6 tuổi.